# Liechtensteini névkönyv
A liechtensteini névkönyv egy kutatási téma, amit a hercegség támogat. 1981-ben alapították a Zürichi Egyetemen. Az elnöke Prof. Dr. Hans Stricker, munkatársai Anton Banzer és Herbert Hilbe.
Munkájuk célja, hogy összegyűjtsék Liechtenstein 11 településén élő és élt emberek nevét, a helyneveket, a vízrajzokon található neveket és a földek nevét.

## Felépítése
- Településnevek
  - Folyónevek
  - a nevek jelentéseit
- Személynevek
  - Keresztnevek
  - Családnevek
  - Becenevek
  - törzsi nevek

## A névkönyv
A helységneveket befejezték, a folyóneveket 1986 és 1992 között gyűjtőtték össze. (ISBN 3-906393-25-9). Jelenleg a személyneveket gyűjtik.

## Külső hivatkozás
- A névkönyv